# 水無瀬信成
水無瀬 信成（みなせ のぶしげ/のぶなり）は、鎌倉時代前期から中期にかけての公卿。権中納言・藤原親兼の子。大納言・坊門忠信の養子。官位は正三位・参議、左中将。

## 経歴
以下、『公卿補任』と『尊卑分脈』の内容に従って記述する。
- 建保2年（1214年）4月9日、侍従に任ぜられ、同日に従五位上に昇叙。同年7月13日、左少将に任ぜられる。
- 建保3年（1215年）1月5日、正五位下に昇叙[4]。同月13日、美作権介を兼ねる。同年4月11日、左中将に転任し同日に従四位下に昇叙。同年7月12日、従四位上に昇叙。
- 建保6年（1218年）1月5日、正四位下に昇叙[5]。同年12月9日、参議に任ぜられる。左中将は元の如し。
- 建保7年（1219年）1月22日、備前権守を兼ねる。同年4月28日、従三位に叙せられる。
- 承久3年（1221年）1月5日、正三位に昇叙。7月20日、恐懼に処せられる。8月8日には武士に捕らわれる。10月には放免されるが、12月に参議を停止される。
- 延応元年（1239年）3月9日、出家[6]。
- 弘長2年（1262年）、薨去。

## 『後鳥羽院宸翰御手印御置文』を託される
後鳥羽院が隠岐で崩御する直前に認めた置文を託され、後鳥羽院崩御後に現在は水無瀬神宮となっている場所に親成と共に御影堂を建立して後鳥羽院の菩提を弔ったことで知られる。この置文は国宝として水無瀬神宮に収蔵されていることで知られる。

## 系譜
- 父：藤原親兼
- 母：宜秋門院女房備前 - 源盛親の娘（『尊卑文脈』では源盛保の娘）。
- 養父：坊門忠信
- 妻：吉田定経娘
- 生母不明
  - 長男：水無瀬親成
  - 次男：水無瀬信氏
  - 男子：任快
  - 男子：親源
  - 男子：信弁